# Adicella monachus
Adicella monachus är en nattsländeart som beskrevs av Barnard 1940. Adicella monachus ingår i släktet Adicella och familjen långhornssländor. Inga underarter finns listade i Catalogue of Life.